# Léonce et Camille Bobrie
Léonce et Camille Bobrie war ein französischer Hersteller von Fahrrädern und Automobilen.

## Unternehmensgeschichte
Die Brüder Léonce und Camille Bobrie gründeten 1907 das Unternehmen in Saumur zur Fahrradproduktion und zum Vertrieb von Berliet-Fahrzeugen. Etwa im gleichen Jahr begann auch die Produktion von Automobilen in geringen Stückzahlen. Der Markenname lautete La Torpille. 1923 endete die Produktion, als sich die Brüder trennten. Bis zum Ersten Weltkrieg entstanden zwölf Automobile, und danach nochmal etwa die gleiche Menge. Es bestand keine Verbindung zu Perrin et Cie, der ebenfalls Fahrzeuge als La Torpille anbot.

## Fahrzeuge
Das Unternehmen stellte Kleinwagen her. Die Fahrzeuge boten Platz für zwei Personen hintereinander. Das Fahrgestell kam von Arbel. Die Vorderachse war eine Eigenentwicklung. Für den Antrieb sorgten verschiedene Vierzylindermotoren. Genannt sind zunächst Motoren von Aster mit 1323 cm³ Hubraum und von Ballot mit wahlweise 6 oder 8 Steuer-PS.
Ab 1919 gab es auch Karosserieaufbauten mit zwei Sitzen nebeneinander. Nun standen Motoren von Ballot mit 1950 cm³ Hubraum, von S.C.A.P. mit 1690 cm³ Hubraum und von Fivet mit 6/8 Steuer-PS zur Auswahl. Das letzte Fahrzeug verfügte über ein Fahrgestell von Malicet & Blin und einem Einbaumotor von S.C.A.P. mit 12 Steuer-PS.